# Faunis cyme
Faunis cyme är en fjärilsart som beskrevs av Hans Fruhstorfer 1911. Faunis cyme ingår i släktet Faunis och familjen praktfjärilar. Inga underarter finns listade i Catalogue of Life.